# Baby Don't You Do It
«Baby Don't You Do It» es un sencillo del cantante estadounidense Marvin Gaye publicado en 1964 por el sello discográfico Tamla. 
La canción alcanzó el puesto 27 tanto en la lista de pop como en la de R&B de Billboard, mientras que en Cashbox se alzó hasta la posición 14 de la lista de R&B.
La canción es ampliamente considerada como un clásico de los grupos mod. La primera versión fue la del grupo The Small Faces en el álbum From the Beginning publicado el 2 de junio de 1967. Dos meses más tarde, Stevie Wonder publicaria en el álbum I Was Made to Love Her otra versión de la canción de Gaye. Las dos versiones más conocidas son las de The Who, publicada en el álbum de estudio de 1971 Who's Next. La otra fue publicada por el grupo canadiense The Band, bajo el título abreviado de "Don't Do It", en el álbum en directo de 1972 Rock of Ages, si bien habían interpretado previamente el tema en el estudio de grabación. La versión en directo de Rock of Ages fue publicada como sencillo promocional en 1972 con "Get Up Jake" como cara B. El sencillo alcanzó el puesto 34 en las listas de sencillos de Billboard. En 1976, una versión en directo fue incluida en la película de Martin Scorsese El último vals.

## Personal
- Marvin Gaye: voz
- The Andantes: coros
- The Funk Brothers: instrumentación